# العلاقات السويدية المارشالية
العلاقات السويدية المارشالية هي العلاقات الثنائية التي تجمع بين السويد وجزر مارشال.

## مقارنة بين البلدين
هذه مقارنة عامة ومرجعية للدولتين:
| وجه المقارنة                                              | السويد                                                                               | جزر مارشال                     |
| --------------------------------------------------------- | ------------------------------------------------------------------------------------ | ------------------------------ |
| المساحة (كم2)                                             | 450.30 ألف                                                                           | 181                            |
| عدد السكان (نسمة)                                         | 10.16 مليون                                                                          | 53.13 ألف                      |
| الكثافة السكانية (ن./كم²)                                 | 22.56                                                                                | 29.35 ألف                      |
| العاصمة                                                   | ستوكهولم                                                                             | ماجورو                         |
| اللغة الرسمية                                             | اللغة السويدية، لغات السامي، اللغة الفنلندية، منكيلي، اللغة الرومنية، اللغة اليديشية | لغة إنجليزية، اللغة المارشالية |
| العملة                                                    | كرونة سويدية                                                                         | دولار أمريكي                   |
| الناتج المحلي الإجمالي (بليون دولار)                      | 538.04 مليار                                                                         | 199.40 مليون                   |
| الناتج المحلي الإجمالي (تعادل القوة الشرائية) بليون دولار | 469.01 مليار                                                                         | 207.25 مليون                   |
| الناتج المحلي الإجمالي الاسمي للفرد دولار أمريكي          | 50.58 ألف                                                                            | 3.38 ألف                       |
| الناتج المحلي الإجمالي للفرد دولار أمريكي                 | 45.30 ألف                                                                            | 3.80 ألف                       |
| مؤشر التنمية البشرية                                      | 0.907                                                                                |                                |
| رمز المكالمات الدولي                                      | +46                                                                                  | +692                           |
| رمز الإنترنت                                              | .se                                                                                  | .mh                            |
| المنطقة الزمنية                                           | توقيت وسط أوروبا، ت ع م+01:00، ت ع م+02:00، أوروبا/ستوكهولم ‏                         | ت ع م+12:00                    |

## منظمات دولية مشتركة
يشترك البلدان في عضوية مجموعة من المنظمات الدولية، منها:
| علم المنظمة | اسم المنظمة                   | تاريخ انضمام السويد | تاريخ انضمام جزر مارشال |
| ----------- | ----------------------------- | ------------------- | ----------------------- |
|             | البنك الدولي للإنشاء والتعمير | 31 أغسطس 1951       | 21 مايو 1992            |
|             | بنك التنمية الآسيوي           | 1966                | 1990                    |
|             | يونسكو                        | 23 يناير 1950       | 30 يونيو 1995           |
|             | الاتحاد الدولي للاتصالات      | 1866                | 22 فبراير 1996          |
|             | مؤسسة التمويل الدولية         | 20 يوليو 1956       | 23 سبتمبر 1992          |
|             | منظمة الشرطة الجنائية الدولية | ?                   | ?                       |
|             | الأمم المتحدة                 | 19 نوفمبر 1946      | 17 سبتمبر 1991          |
|             | مؤسسة التنمية الدولية         | 24 سبتمبر 1960      | 19 يناير 1993           |
|             | منظمة حظر الأسلحة الكيميائية  | ?                   | ?                       |

## وصلات خارجية
- موقع وزارة الخارجية السويدية